# Octavian-Mircea Purceld
Octavian-Mircea Purceld (n. 12 februarie 1948, Timișoara – d. 13 august 2013, Timișoara) a fost un deputat român în legislaturile 2000-2004 și 2004-2008, ales în județul Timiș pe listele partidului PRM. În legislatura 2000-2004, Octavian-Mircea Purceld a fost membru în grupurile parlamentare de prietenie cu Republica Austria iar în legislatura  2004-2008 a fost membru în grupurile parlamentare de prietenie cu Statele Unite Mexicane, Republica Bulgaria și Georgia.
Octavian-Mircea Purceld a fost economist, absolvent în 1971 al Facultății de Studii Economice din cadrul Universității din Timișoara.

## Activitate politică
Octavian-Mircea Purceld s-a înscris în PRM în anul 1992, iar între 1996-2008 a fost lider al PRM Timiș. După alegerile din 2008, Purceld s-a retras din PRM.
În 2012, Octavian-Mircea Purceld s-a înscris în partidul PP-DD, primind funcția de prim-vicepreședinte al PP-DD Timiș. La alegerile locale din 2012, Octavian-Mircea Purceld a fost ales consilier local în municipiul Timișoara și a fost membru în comisia pentru administrație locală, juridică, ordine publică, drepturile omului și probleme ale minorităților.